# Prakttyrann
Prakttyrann (Myiotriccus ornatus) är en fågel i familjen tyranner inom ordningen tättingar

## Utseende och läte
Prakttyrannen är en knubbig liten tyrann med som namnet avslöjar praktfull fjäderdräkt. Arten är lätt att känna igen, gulaktig med grått huvud, en tydlig vit fläck mellan näbb och öga, brun eller roströd stjärt och tydligt citrongul övergump. Lätet är ett betonat "pit!".

## Utbredning och systematik
Prakttyrannen delas in i fyra underarter:
- ornatus-gruppen
  - Myiotriccus ornatus ornatus – förekommer i Andernas västsluttning i Colombia
  - Myiotriccus ornatus stellatus – förekommer i västra Anderna i Colombia och Ecuador
- phoenicurus-gruppen
  - Myiotriccus ornatus aureiventris – förekommer i Anderna i sydöstra Peru (Huánuco till Puno)
  - Myiotriccus ornatus phoenicurus – förekommer i östra Anderna från sydöstra Colombia till östra Ecuador och norra Peru

Sedan 2016 urskiljer Birdlife International och naturvårdsunionen IUCN phoenicurus-gruppen som den egna arten Myiotriccus phoenicurus.

## Levnadssätt
Prakttyrannen är en rätt vanlig fågel i förberg och den subtropiska zonen. Där ses den ofta sitta rätt lågt men synligt i gläntor eller utmed vägrenar. Från sin sittplats gör den ofta utfall för att fånga insekter. 

## Status
IUCN bedömer hotstatus för underartsgrupperna (eller arterna) var för sig, båda som livskraftiga.